# Eddie Bert

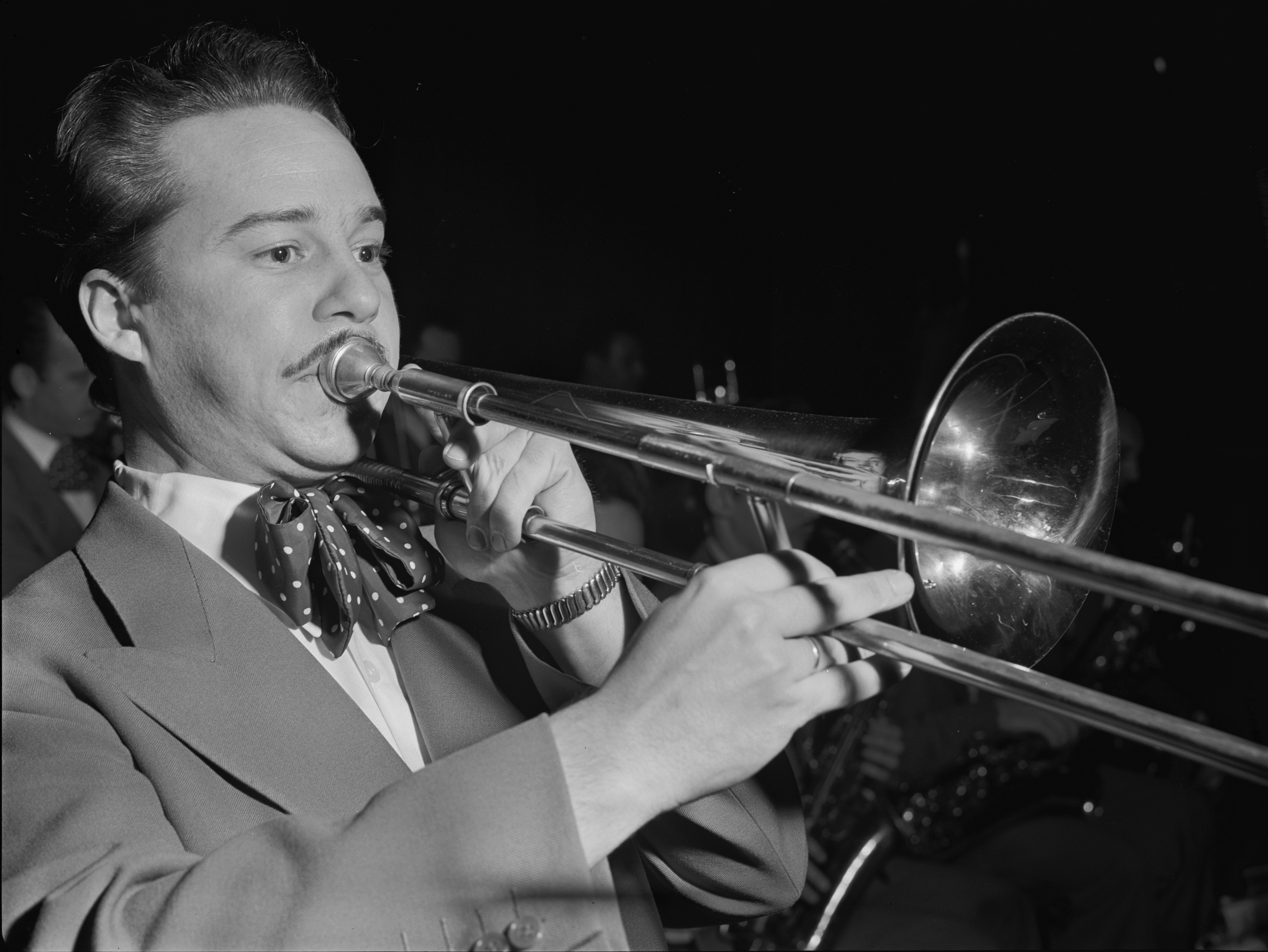
Eddie Bert

Eddie Bert (* 16. Mai 1922 in Yonkers,  New York als Edward Joseph Bertolatus; † 28. September 2012) war ein US-amerikanischer Jazzposaunist.

## Leben und Werk
Bert hatte Unterricht bei Benny Morton, als dieser im Count Basie Orchestra im Famous Door auftrat, später auch bei Miff Mole und Trummy Young. Er spielte zunächst mit Sam Donahue (1940), Red Norvo (1941 bis 1943), Woody Herman und Charlie Barnet (1943) und leistete dann in einer von Bill Finegan geleiteten Army-Band seinen Wehrdienst ab.
Nach Kriegsende gehörte er zu den Bands von Herbie Fields (1946) und Stan Kenton (1947); ab 1950 war er wieder in Big Band Woody Hermans beschäftigt; dann spielte er in Bill Harris’ Band mit drei Posaunen und 1951 wieder in der Kenton-Band. Im März 1952 nahm Eddie Bert unter eigenem Namen zwei 78er Schallplatten für Discovery auf; in seiner Band spielten u. a Sal Salvador, Clyde Lombardi und Frank Isola („Malshaja“/„The Ming Tree“).

Er studierte an der Manhattan School of Music, wo er 1957 den Master erwarb. Nach Engagements bei Herbie Fields und Ray McKinley begann im Dezember 1955 die Zusammenarbeit mit Charles Mingus: Im New Yorker Jazzclub Café Bohemia spielte der Bandleader und Bassist außerdem mit George Barrow, Mal Waldron und Max Roach. Dabei spielte Bert mit flüssiger Eleganz, ohne gleich in Virtuosität zu erstarren (Weber/Filtgen). Mit den Stücken Jump Monk, Percussion Discussion, Worksong und dem in All You Things You C veränderten Jazzstandard All The Things You Are begannen bei diesem Konzert die musikalischen Ideen Mingus’ Gestalt anzunehmen.
Des Weiteren spielte Eddie Bert 1955 im Nonett von Gigi Gryce (Nica’s Tempo), bei den Metronome All-Stars, Tom Talbert, Tony Aless (1956), Lena Horne (1957), Benny Goodman (1957/58) und John Glasel (1959). Auch im Big-Band-Projekt von Thelonious Monk wirkte 1959 mit, um anschließend auf dem Broadway als Theater-Musiker tätig zu sein, was bei 1986 sein Hauptberuf war. Um 1960 arbeitete er auch mit Thelonious Monk, Gil Mellé und Chubby Jackson. 1965 spielte er mit Stan Getz und dem Eddie-Sauter-Orchestra die Filmmusik zu Mickey One ein. Anfang der 1970er saß er im Thad Jones/Mel Lewis Orchestra und wirkte 1972 bei dem Konzert Charles Mingus and Friends in Concert mit. Anschließend war er u. a. mit Lionel Hampton (1976 bis 1980) unterwegs, spielte im Fernsehorchester von Bobby Rosengarden in der Dick Cavett Show, im von John Lewis geleiteten American Jazz Orchestra, der New York Jazz Repertory Company, bei Illinois Jacquet, im Ellington-Orchester und in den späten 1990ern mit T. S. Monk.
In den 1980er Jahren spielte er in Loren Schoenbergs Orchester, der Gene Harris Band, in Walt Levinskys Great American Swing Orchestra und wirkte  außerdem an Gunther Schullers Epitaph-Projekt mit. 1991 präsentierte er sich mit J. R. Monterose und einem gemeinsamen Quintett im New Yorker Birdland auf. Er trat bis 2009 immer wieder auf.
Eddie Bert hat zwar bereits in den 1950er Jahren mehrere Alben unter eigenem Namen aufgenommen, aber vor allem als Teamplayer Aufmerksamkeit erregt. Er machte sich auch als Jazzfotograf einen Namen, dessen Fotos in den Büchern Jazz Giants und From Bird with Love erschienen sind. das Metronome Magazin zeichnete ihn 1955 als Musiker des Jahres aus. Bert schrieb außerdem das Buch Eddie Bert Trombone Method (erschienen bei Chas. Colin Publ.).

## Diskographische Hinweise
Alben als Leader
- Eddie Bert – Musician of the Year (Savoy Records MG 12013, ca. 1952) mit Hank Jones, Wendell Marshall, Kenny Clarke
- Eddie Bert Encores (Savoy Records MG 12019, ca. 1953) mit J. R. Monterose, Joe Puma, Hank Jones, Clyde Lombardi, Kenny Clarke[2]
- Like Cool (Somerset, 1958)
- Walk on the Roots (mothlight, 1985/89)
- The Human Factor (1987) mit Carmen Leggio

Alben als Sideman
- Red Norvo: Nuances By Norvo (Hep Records, 1938–1942)
- Stan Kenton: 1947 (Classics)
- Chico O’Farrill: Cuban Blues: The Chico O´Farrill Sessions (Verve, 1950–1954)
- Charles Mingus Mingus at the Bohemia & The Charles Mingus Quintet + Max Roach beide (Debut, OJC, 1955) (auch auf: * Charles Mingus: The Complete Debut Recordings 1951–1958 (OJC))
- J. J. Johnson: Jay And Kai + 6/J J in Person (Collectables, 1956–1958)
- Chris Connor: Sings The George Gershwin Almanac Of Song (Atlantic) mit Al Cohn, Herbie Mann, Milt Jackson, Milton Hinton, Oscar Pettiford, Hank Jones, Osie Johnson
- Michel Legrand: Legrand Jazz (Philips, 1958)
- Thelonious Monk: At Town Hall (OJC, 1959)
- Charles Mingus: Pre-Bird (Mercury Records/Verve, 1960)
- Nat Pierce: The Ballad Of Jazz Street (Hep 1961)
- Charles Mingus: The Complete Town Hall Concert (Blue Note Records, 1962)
- Thelonious Monk: Big Band and Quartet in Concert (Columbia Records, 1964)
- Stan Getz: Mickey One (Verve, 1965) mit dem Eddie Sauter Orchestra
- Charles Mingus and Friends in Concert (Columbia 1972)
- Eddie Bert: Walk on the Roots (Mothlight, 1985–1989)
- Gene Harris: Live At Town Hall (Concord, 1989)
- Loren Schoenberg: Out Of This World (TBC 1997)
- Ken Peplowski: The Last Swing Of The Century (Concord, 1998)

## Lexikalischer Eintrag
- Richard Cook, Brian Morton: The Penguin Guide to Jazz on CD. 6. Auflage. Penguin, London 2002, ISBN 0-14-051521-6.
- Leonard Feather, Ira Gitler: The Biographical Encyclopedia of Jazz. Oxford University Press, New York 1999, ISBN 0-19-532000-X.
- Liner Notes zu: Charles Mingus: The Complete Debut Recordings 1951–1958 (OJC)
- Horst Weber & Gerd Filtgen: Charles Mingus – Sein Leben, seine Musik, seine Schallplatten, Schaftlach, Oreos Verlag (Collection Jazz), ca. 1985.